# Jacques Vincent
Jacques Vincent, seltener Jacques-Vincent (* 1849 in Aire-sur-la-Lys, Département Pas-de-Calais; † 1942 in Paris) war eine französische Schriftstellerin.

## Leben und Wirken
Jacques Vincent war das Pseudonym der Autorin Angèle Berthe Venem. 
Mit siebzehn Jahren heiratete sie 1866 den Geschäftsmann Joseph Dussaud und hatte mit ihm zwei Kinder, den späteren Archäologen René Dussaud und die Orientalistin Berthe Gaulis. Sie begleitete ihren Ehemann auf dessen Geschäftsreisen und hielt sich auch einige Zeit in Port Said (Ägypten) und in Smyrna (Osmanisches Reich) auf. Auf diesen Reisen begann sie zu schreiben und es entstanden in Zusammenhang mit ihrem Ehemann bereits einige Werke. 
Venem kehrte nach Frankreich zurück und ließ sich 1884 scheiden. Sie nahm ihre literarischen Versuche wieder auf und konnte bald schon unter dem männlichen Pseudonym erfolgreich veröffentlichen. In dieser Zeit machte sie u. a. die Bekanntschaft von Paul Arthur Bory d’Arnex und 1889 heiratete sie ihn in Paris. 
Das Ehepaar ließ sich am Bois de Boulogne (16. Arrondissement) nieder und führten ein sehr gastfreundliches Haus. Zwischen 1892 und 1914 (→Dritte Französische Republik) wurde regelmäßig Donnerstag Abend ihr Zuhause zum literarischen Salon, wo sich meist Literaten und Künstler zu „Dinner und Dialog“ trafen. Neben Jean-Joseph Benjamin-Constant (1845–1902), Daniel (1865–1927) und Philippe Berthelot (1866–1934), Camille Flammarion (1842–1925), Albert Flament (1877–1956), Anatole France (1844–1924), Fernand Gregh (1873–1960), José-Maria de Heredia (1842–1905), Charles Leconte de Lisle (1818–1894), Ferdinand de Lesseps (1805–1894), Henri Opper de Blowitz (1825–1903), J.-H. Rosny aîné (1856–1940) und Édouard Schuré (1841–1929) war die Schriftstellerin Marguerite Eymery (1860–1953) eine der ganz seltenen weiblichen Gäste.

## Werke (Auswahl)
Belletristik
- Âme d'artiste. Peris 1897.
  - deutsch: Künstlerblut. Roman. Engelhorn, Stuttgart 1898.
- Le roman d'un scout. Éditions des Presses françaises, Paris 1931
- Trois amoureuses. Paris 1901.
- La plus heureuse des trois. Comédie en trois actes. Paris 1911.

Sachbücher
- Un salon parisien d'avant guerre. Tallandier, Paris 1929 (2 Bde.)
- Le canal de Suez. Ferdinand de Lesseps intime. NEL, Paris 1935.
- Parisiennes de guerre. 1915–1917. Éditions de la France, Paris 1918.
- Belgoderre. Souvenirs de Corse. Arrault, Tours 1941.

| Personendaten    | Personendaten                                           |
| ---------------- | ------------------------------------------------------- |
| NAME             | Vincent, Jacques                                        |
| ALTERNATIVNAMEN  | Jacques-Vincent; Venem, Angèle Berthe (wirklicher Name) |
| KURZBESCHREIBUNG | französische Schriftstellerin                           |
| GEBURTSDATUM     | 1849                                                    |
| GEBURTSORT       | Aire-sur-la-Lys, Département Pas-de-Calais              |
| STERBEDATUM      | 1942                                                    |
| STERBEORT        | Paris                                                   |